# ブライアン・パルメサーノ

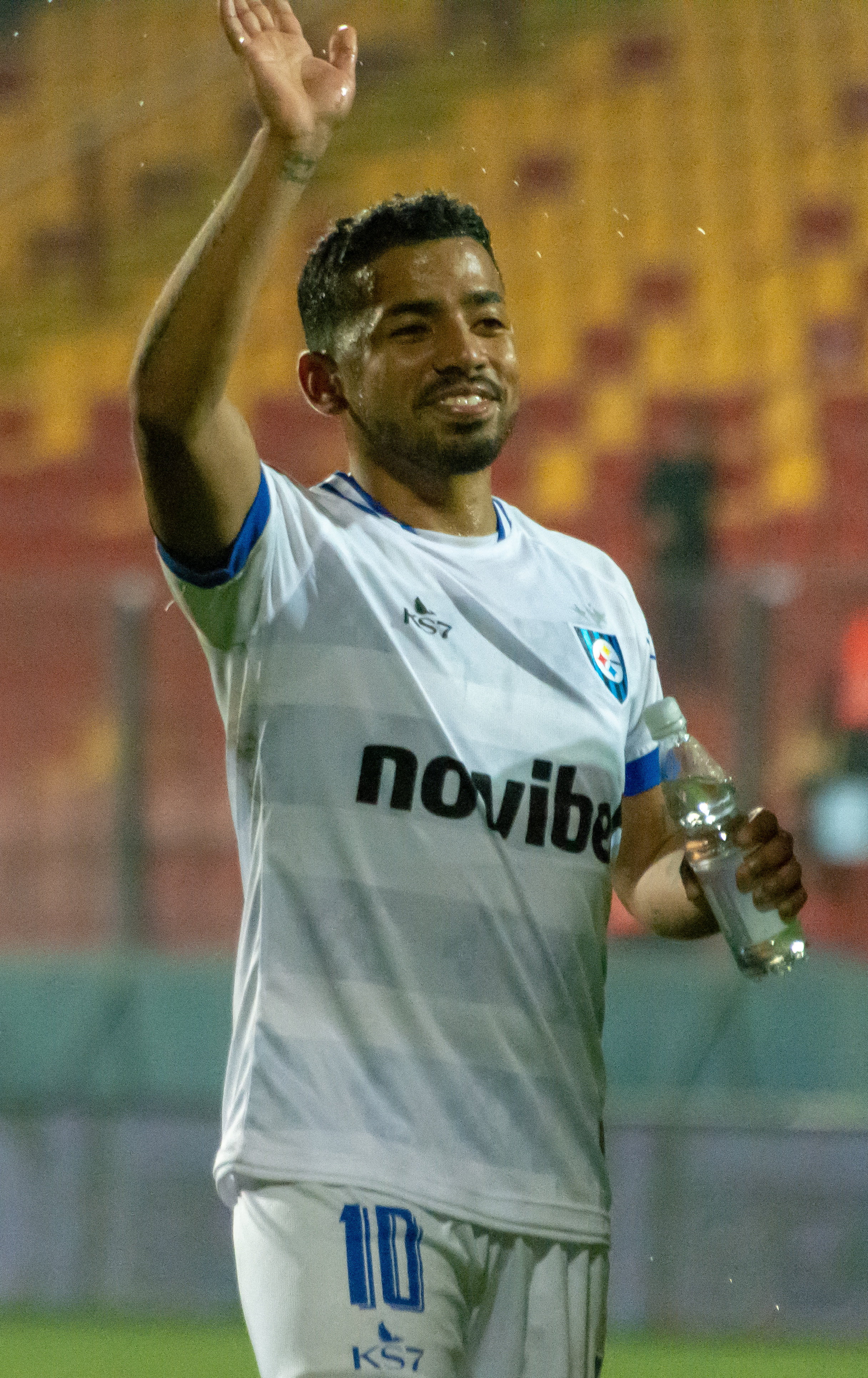

ブライアン・エンリケ・パルメサーノ・レジェス（Brayan Enrique Palmezano Reyes , 2000年9月17日 - ）は、ベネズエラ・スリア州マラカイボ出身のプロサッカー選手。プリメーラ・ディビシオン・デ・チレのCDウアチパトに所属している。ポジションはMF。

## 来歴
2016年に地元のスリアFCのトップチームに昇格し、16歳の誕生日を迎えた4日後の9月21日の国内カップ戦コパ・ベネズエラのデポルティーボ・ララ戦でプロデビュー。翌月19日の決勝戦のエストゥディアンテス・デ・カラカス戦で、プロ初ゴールを決め、2-0で勝利。カップ戦優勝をもたらした。翌2017年シーズンのリーグ戦4月2日のメトロポリターノスFC戦で、リーグ戦デビュー。5月4日のカラカスFC戦で、リーグ戦初ゴールを決めた。
2019年11月26日、CDウアチパトへの移籍が発表された

## 代表歴
2017年にチリで開催された南米U-17選手権に、U-17ベネズエラ代表として出場。同年にはU-20代表にも招集され、2019年には南米ユース選手権にも出場している。